# Цедра
Це́дра (від італ. cedro — цитрон) — зовнішня забарвлена шкірка цитрусових плодів, харчовий інгредієнт, який готується зішкрябуванням або зрізанням шкірки лимонів, апельсинів, цитронів та лаймів. Цедру використовують для додавання аромату до кондитерських та лікеро-горілчаних харчових продуктів.

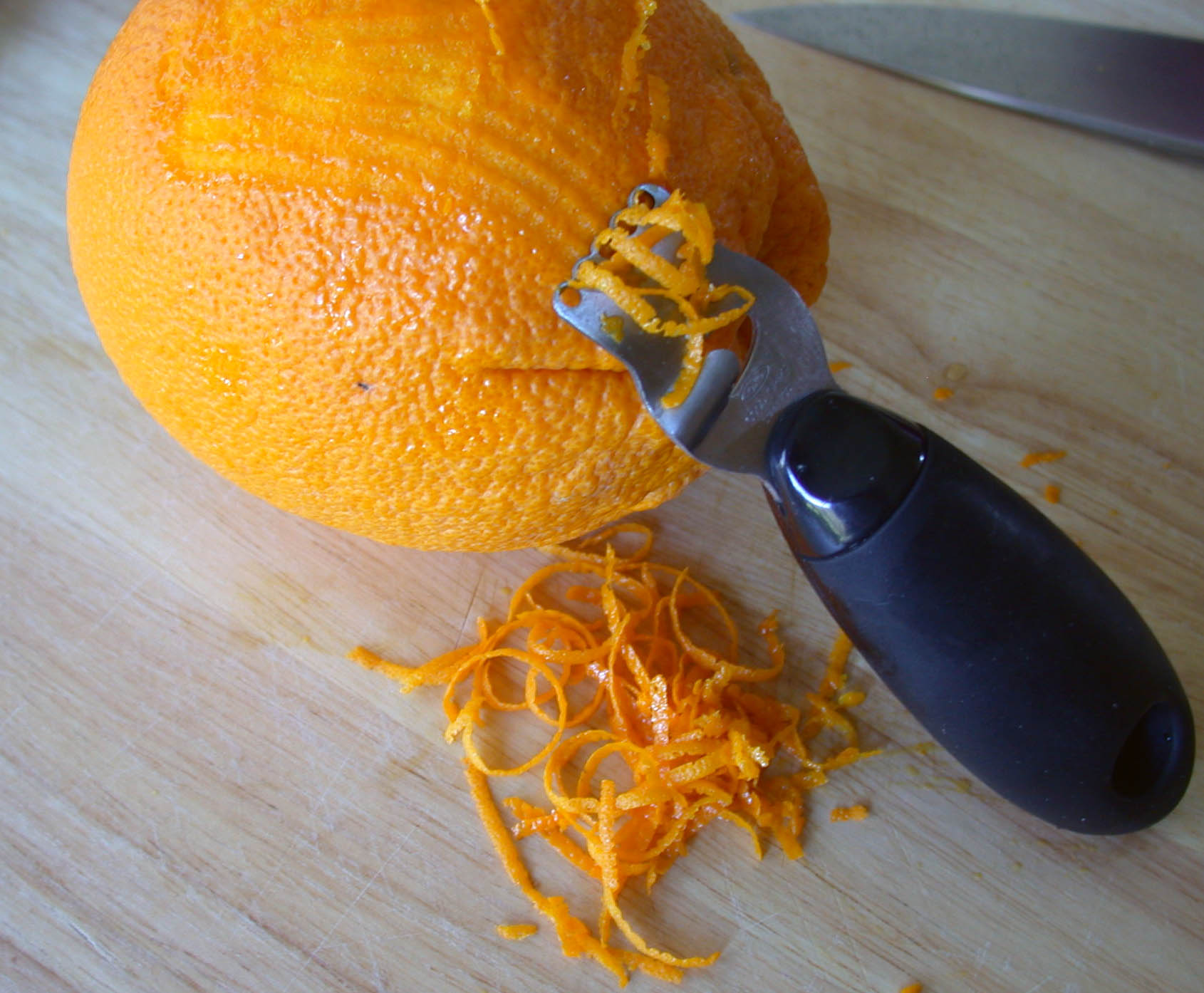
Зішкрябування цедри з апельсина

З погляду будови плоду, цедра це екзокарпій, зовнішній шар навколоплідника. Зовнішній шар (екзокарпій) та білий середній шар (мезокарпій) разом утворюють шкірку цитрусових плодів. Розміри обох шарів є різними для різних видів цитрусових. Шкірки цитрусових можуть бути використані свіжими, сушеними, зацукрованими або замаринованими в солі.

## Отримання

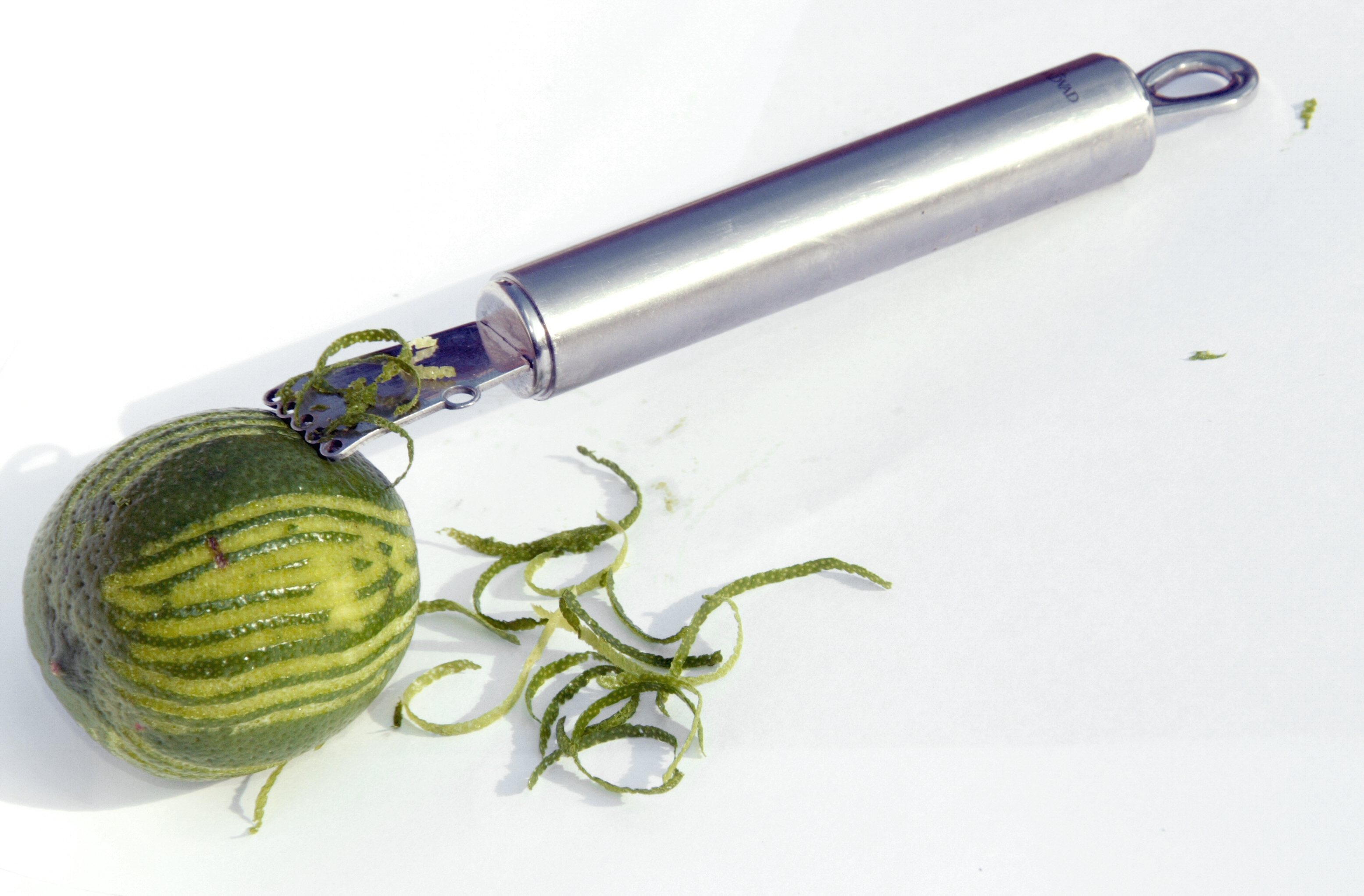
Зняття цедри лайма спеціальним ножем

Для виготовлення цедри у кулінарії користуються спеціальними ножами для зняття цедри, тертками, кухонними ножами, ножами для очищення овочів. Найефективнішим інструментом є спеціальний ніж для зчищання цедри. Крім того, можна тонко нарізати шкірку ножем та зрізати білу частину чи скористатися терткою.
Біла частина шкірки під цедрою (мезокарпій) є неприємно гіркою, тому її слід уникати, обмежуючи глибину зрізання цедри.

## Використання
Цедру часто використовують для додавання аромату різним солодощам, таким як пироги, торти, печиво, пудинги, цукерки та шоколад. Цедру також можна використовувати у приготуванні таких страв як різноманітні мармелади, соуси, сорбети та салати.
Цедра є важливою складовою багатьох страв з рису, також її використовують у деяких м'ясних стравах, наприклад Міланському особуко.
Цедра є головним елементом для виготовлення різноманітних приправ та численних лимонних лікерів, наприклад, таких як лімончело.
Цедру використовують в деяких коктейлях не тільки для смаку й аромату, але й для прикраси. Для декорування таких коктейлів як мартіні, цедру найчастіше знімають у вигляді довгої спіралі. Для отримання максимального смаку та аромату для глінтвейну цедру просто нарізують ножем.

## Комерційне використання
Цедра є джерелом для отримання цитрусових ефірних олій, які відіграють важливу роль ароматизаторів. Лимонна ефірна олія є основним інгредієнтом аромату для виготовлення різноманітних лимонних напоїв, льодяників, желейних цукерок. Ресторани зазвичай використовують велику кількість цедри.

## Небезпека
Фунгіцид енілконазол, який часто використовують для обприскування цитрусових, є відомим канцерогеном. Тому при натиранні цедри з фруктів, вирощених не у господарствах органічного виробництва, рекомендується спочатку дуже ретельно помити і обтерти шкірку фрукта.[джерело?]